# Famille de Sillé
 (novembre 2024).
Si vous disposez d'ouvrages ou d'articles de référence ou si vous connaissez des sites web de qualité traitant du thème abordé ici, merci de compléter l'article en donnant les références utiles à sa vérifiabilité et en les liant à la section « Notes et références ».
La famille de Sillé est une famille qui a marqué l'histoire du Maine. Elle est liée à l'histoire de la Baronnie de Sillé.

## Liste des seigneurs
- Guillaume Ier de Sillé : 1031-1062 ;
- Hugue Ier de Sillé : Vers 1062-1070-1087 ;
- Guillaume II de Sillé : Avant 1087-après 1133, 1138 ;
- Hugue II de Sillé : Après 1138-après 1160 ;
- Guillaume III de Sillé : Avant 1164-vers 1200 ;
- Guillaume IV de Sillé : Après 1200-1237 ;
- Guillaume V de Sillé : 1237?-1256 ;
- Robert Ier de Sillé : 1256-après 1280 ;
- Guillaume VI de Sillé : Avant 1288-après 1324 ;
- Robert II de Sillé : Après 1321-après le 21 janvier 1363 ;
- Guillaume VII de Sillé : 1363-1396 ;
- Anne de Sillé : 1400-1457.

## Généalogie
```
o ?
   o Herbrand de Pirmil
   o Goslen
   o N.
       o 
Guillaume 
I
er
 de Sillé

           o 
Hugue 
I
er
 de Sillé

               o 
Guillaume II de Sillé

                   o 
Hugue II de Sillé

                           o 
Guillaume III de Sillé

                               o 
Guillaume IV de Sillé
 
                                   o 
Guillaume V de Sillé

                                       o 
Robert 
I
er
 de Sillé
 
                                           o 
Guillaume VI de Sillé

                                               o 
Robert II de Sillé

                                               o Guillaume de Sillé
                                                   o 
Guillaume VII de Sillé

                                                       o Jean de Sillé
                                                       o 
Anne de Sillé

                                                       o Marie de Sillé
                                               o Philippine de Sillé
                                       o Jean de Sillé 
                               o Hersende de Sillé
                           o Hugue de Sillé
                           o Robert de Sillé
                           o Cécile de Sillé
                           o Téognis de Sillé
                   o Richard de Sillé
                   o Macé de Sillé
                   o Hubert de Sillé
                   o Simon de Sillé
                   o Hugue de Sillé
                   o Guillaume de Sillé
                   o Richilde de Sillé
                   o Ermeburge de Sillé
               o Bérard de Sillé
               o Albert de Sillé
       o Hubert de Sillé
```

## Pour approfondir